# Geílson de Carvalho Soares
Geílson de Carvalho Soares (sinh ngày 10 tháng 4 năm 1984) là một cầu thủ bóng đá người Brasil.

## Sự nghiệp câu lạc bộ
Geílson de Carvalho Soares đã từng chơi cho Albirex Niigata.